# Nelson Enrique Miranda
Nelson Enrique Miranda Nery (Puerto Barrios, Izabal, Guatemala, 21 de diciembre de 1990) es un futbolista guatemalteco. Este jugador fue uno de los Canteranos del Club Deportivo Heredia  de Guatemala y juega actualmente en Coatepeque FC en la Liga Nacional de Guatemala.

## Trayectoria
Kike ha sido uno de los jugadores más destacados del Club Deportivo Heredia por ser uno de los primeros en jugar un torneo internacional con este club en su primera participación en la Liga de Campeones de la Concacaf 2013-14. Fue la figura para darle a Heredia la segunda victoria en este torneo y convertirse en el primer guatemalteco en anotar en un torneo internacional ante el equipo de San Jose Earthquakes para este club ya que el primero lo hizo un jugador extranjero llamado Charles Córdoba.

## Clubes
| Club                                   | País      | Año         |
| -------------------------------------- | --------- | ----------- |
| Heredia Jaguares                       | Guatemala | 2010 - 2014 |
| Club Social y Deportivo Comunicaciones | Guatemala | 2014 - 2015 |
| Club Social y Deportivo Suchitepéquez  | Guatemala | 2015 - 2016 |
| Antigua GFC                            | Guatemala | 2016-2017   |
| Club Social y Deportivo Suchitepéquez  | Guatemala | 2017-2018   |

### Participaciones en la Copa Centroamericana
| Copa                      | Sede       | Resultado   |
| ------------------------- | ---------- | ----------- |
| Copa Centroamericana 2013 | Costa Rica | Sexto Lugar |

## Palmarés

### Campeonatos nacionales
| Título                                             | Club                                   | País      | Año  |
| -------------------------------------------------- | -------------------------------------- | --------- | ---- |
| Subcampeón de Liga Nacional de Fútbol de Guatemala | Club Deportivo Heredia                 | Guatemala | 2013 |
| Subcampeón Liga Nacional de Fútbol de Guatemala    | Club Deportivo Heredia                 | Guatemala | 2013 |
| Torneo Apertura 2014 (Guatemala)                   | Club Social y Deportivo Comunicaciones | Guatemala | 2014 |
| Torneo Clausura 2015 (Guatemala)                   | Club Social y Deportivo Comunicaciones | Guatemala | 2015 |
| Torneo Clausura 2016 (Guatemala)                   | CSD Suchitepequez                      | Guatemala | 2016 |

- Datos: Q16301110